# Artem Milevskyj
Artem Volodymyrovytj Milevskyj (ukrainska: Арте́м Володи́мирович Міле́вський, Artem Volodymyrovytj Milevs’kyj, belarusiska: Арцём Уладзі́міравіч Міле́ўскі, Artsiom Uladzimiravitj Mileŭski), född 12 januari 1985 i Minsk, Vitryska SSR, Sovjetunionen (nuvarande Belarus), är en ukrainsk fotbollsspelare med vitryskt påbrå. 
För närvarande spelar han för RNK Split i den kroatiska högstaligan. Milevskij har också spelat en viktig roll i det ukrainska fotbollslandslaget. 2009 blev han vald till bästa spelare i den ukrainska högstaligan för andra året i rad.